# Агенција за полицијску подршку Министарства безбједности Босне и Херцеговине
Агенција за полицијску подршку е управна организација с оперативном самосталношћу у саставу Министарства безбједности БиХ. Агенција је основа Законом о Служби за послове са странцима, који је изгласан у Представничком дому БиХ 10. априла 2008. године, док је у Дому народа БиХ изгласан 16. априла.
Агенција као институција основана је да обавља логистичке послове за сигурносни систем Босне и Херцеговине, управна је организација у оквиру Министарсту сигурности БиХ  са оперативном самосталношћу. Њене делатности су фокусиране на анализирање и унапређивање услова и окружења у којима раде полицијска тела БиХ. То се посебно односи на подизање нивоа опремљености полицијских службеника путем набавке квалитетног наоружања и опреме, стварање правног оквира који ће омогућавати ефикасност и правовременост деловања полиције у датим условима, те увођење најновијих ИТ технологија у рад полиције што омогућава повезивање и обављање полицијских послова.

## Надлежности
Агенција за полицијску подршку надлежна је за:
- вођење централне евиденције података запослених у полицијским тијелима БиХ
- обедињавање података о потребним кадровима у полицијским телима БиХ
- припремање анализа, извештаја и прегледа из надлежности Агенције за полицијску подршку, за потребе државних органа
- учешће у изради и праћењу примјене закона и других прописа у вези с полицијским телима БиХ и давање стручних мишљења везаних за примену тих прописа
- пружање стручне помоћи полицијским телима БиХ у вези са споровима који се воде код надлежних судова и других органа, уколико та тела затраже такву помоћ
- спровођење интерне контроле трошења буџетских средстава
- вођење законом прописане финансијске и материјалне евиденције за Агенцију за полицијску подршку
- предлагање Савјету министара БиХ, уз сагласност полицијских тела, одговарајућих аката којима се утврђује стандардизована  опрема за полицијска тела БиХ
- обављање и спровођење процедуре набавки за потребе Агенције за полицијску подршку
- спровођење тендерске процедуре за одређену опрему за полицијска тела БиХ
- праћење нове информационе и комуникационе технологије и могућности њихове примене
- учешће у изради апликативних и системских програма за различите базе података и одржавање база података